# Шурыгино
Шурыгино — село в Черепановском районе Новосибирской области. Административный центр Шурыгинского сельсовета.

## География
Расположено на реке Верхний Сузун в 37 км к юго-западу от города Черепаново, в 100 км к югу от Новосибирска и в 100 км к северо-западу от Барнаула.
Площадь села — 247 гектаров.
Через село проходит автодорога Черепаново — Сузун. Ближайшая ж.-д. станция находится в Черепаново (на линии Новосибирск — Барнаул).

## Население
| 2002 | 2007  | 2010 |
| ---- | ----- | ---- |
| 1135 | ↘1087 | ↘978 |

## Инфраструктура
В селе по данным на 2007 год функционируют 1 учреждение здравоохранения и 2 учреждения образования.